# Довгиново (Вілейський район)
Довгиново (біл. вёска Даўгінаўа) — село в складі Вілейського району Мінської області, Білорусь. Село підпорядковане Довгинівській сільській раді, розташоване в північній частині області.

## Пам'ятники

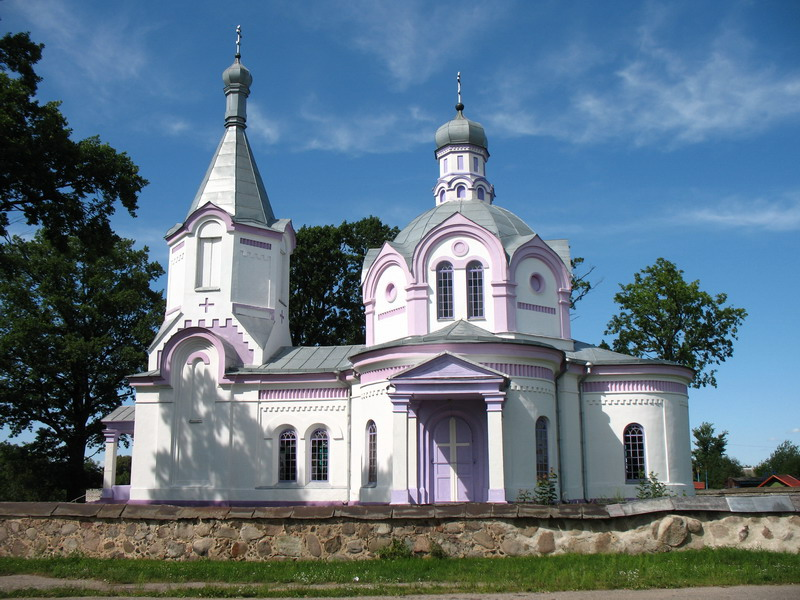
Троїцька церква

- Костел святого Станіслава — збудований у 1853 році на місці дерев'яного храму. Перший костел на цьому місці був збудований у 1553 році.[2]
- Троїцька церква — збудована у 1870 році.
- Синагога
- Придорожня часовня
- Кладовище 1-ї світової війни

За інформацією очевидців багато старовинних будівель у селі знаходяться у напіврозваленому стані.

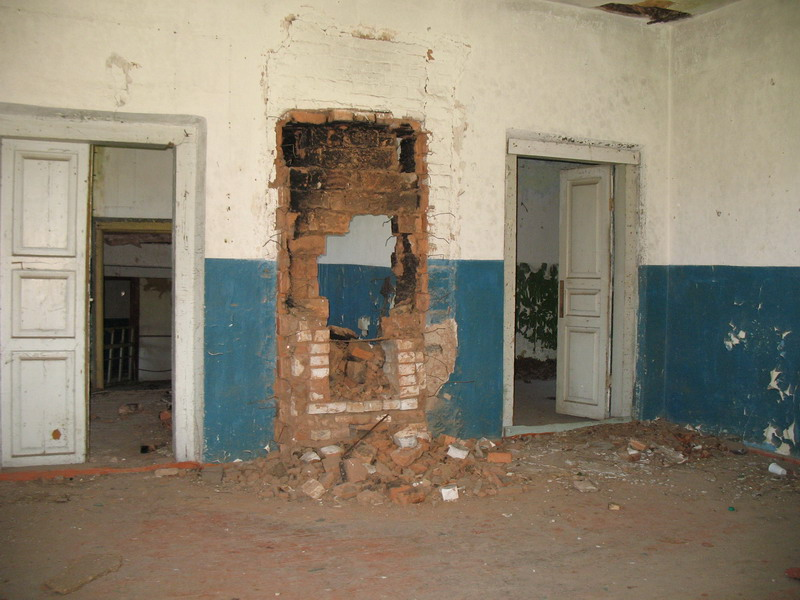
Плебанія або дім ксендза всередині